# 1710 en droit
Cet article présente les faits marquants de l'année 1710 en droit.

## Événements
- Une assemblée de juristes et de notables déclare que le pouvoir du Bey de Tunis sera transmis héréditairement[1]. À la naissance de son premier fils Rachid, Husayn ibn 'Ali (fin de règne en 1740) instaure la dynastie beycale des Husseinites (fin en 1957) en Tunisie. Il fait de la régence de Tunis un pays prospère en concluant des traités avec plusieurs puissances européennes. En échange, il cherche à limiter les actions des corsaires qui échappent en partie à son contrôle.

- 31 mars : traité de concert de La Haye sous la médiation des puissances maritimes et de l'empereur d'Autriche, entre le sénat suédois, les Alliés et l'empire d'Allemagne. Les provinces suédoises allemandes sont déclarés neutres, ainsi que le Schleswig et le Jutland, sous la garantie de la Prusse.

- 10 avril : Statute of Anne. Entrée en vigueur de la loi anglaise sur le copyright[2].

- Décembre, Royaume-Uni : Property Qualification Act. Le cens d’éligibilité est fixé à 300£ pour les bourgs et 600£ pour les comtés[3]. Il réserve la réalité du pouvoir aux propriétaires fonciers (landed interest).